# Compulsion
Compulsion (bra Estranha Compulsão; prt O Génio do Mal) é um filme estadunidense de 1959, do gênero policial, dirigido por Richard Fleischer, com roteiro de Richard Murphy baseado no romance (e peça teatral) Compulsion, de Meyer Levin, por sua vez inspirado no caso Leopold-Loeb.

## Sinopse
Em 1924, dois brilhantes e ricos estudantes da Universidade de Chicago, Judd e Artie, se acham capazes de realizar o crime perfeito. A dupla acaba por cometer um assassinato, mas contrariando suas expectativas, a polícia logo chega até eles. Levados à julgamento, a única esperança de Judd e Artie escaparem da forca reside na competência e dignidade do advogado Jonathan Wilk.

## Elenco
- Orson Welles.... Jonathan Wilk
- Diane Varsi.... Ruth Evans
- Dean Stockwell.... Judd Steiner
- Bradford Dillman.... Artie Strauss
- E. G. Marshall.... promotor Harold Horn
- Martin Milner.... Sid Brooks
- Richard Anderson.... Max Steiner

## Prêmios e indicações
| Premiação               | Categoria                         | Recipiente                                      | Resultado |
| ----------------------- | --------------------------------- | ----------------------------------------------- | --------- |
| BAFTA 1960              | Melhor filme                      | Melhor filme                                    | Indicado  |
| Festival de Cannes 1959 | Palma de Ouro                     | Palma de Ouro                                   | Indicado  |
| Festival de Cannes 1959 | Prêmio de interpretação masculina | Dean Stockwell, Bradford Dillman e Orson Welles | Venceu    |